# Miami Open 2019
Miami Open 2019, oficiálně se jménem sponzora Miami Open presented by Itaú 2019, byl společný tenisový turnaj mužského okruhu ATP Tour a ženského okruhu WTA Tour, poprvé hraný v areálu Hard Rock Stadium na otevřených dvorcích s tvrdým povrchem Laykold. Konal se mezi 18. až 31. březnem 2019 ve floridském Miami Gardens jako třicátý pátý ročník turnaje, kam se událost přestěhovala z ostrovního Tennis Center at Crandon Parku v Key Biscayne. Centrální dvorec získal kapacitu 13 800 diváků a nově postavený Grandstand do svých ochozů pojmul 5 000 návštěvníků.
Mužská polovina se řadila do kategorie okruhu ATP Tour Masters 1000 a její dotace činila 9 314 875 amerických dolarů. Ženská část s identickým rozpočtem 9 035 428 dolarů patřila do kategorie WTA Premier Mandatory. Miamská událost tradičně navázala na kalifornský Indian Wells Masters. Popáté se generálním sponzorem stal bankovní dům Itaú.
Nejvýše nasazenými hráči v singlových soutěžích se stali světové jedničky Novak Djoković ze Srbska a Naomi Ósakaová z Japonska. Jako poslední přímí účastníci do dvouher nastoupili srbský 88. hráč pořadí Janko Tipsarević a 78. žena klasifikace Sara Sorribesová Tormová ze Španělska.
Stý první singlový titul na okruhu ATP Tour a dvacátý osmý v sérii Masters vybojoval 37letý Švýcar Roger Federer. Na Miami Masters triumfoval počtvrté, když navázal na výhry z let 2005, 2006 a 2017. Čtvrtou trofej z dvouhry okruhu WTA Tour a první z kategorie Premier Mandatory získala Australanka Ashleigh Bartyová, jíž bodový zisk poprvé posunul do elitní světové desítky na 9. místo.
V mužské čtyřhře titul obhájila 40letá americká dvojčata Bob a Mike Bryanovi. Na Miami Masters američtí deblisté dobyli šestou trofej. Ženskou čtyřhru ovládl belgicko-běloruský pár Elise Mertensová a Aryna Sabalenková, jehož členky navázaly na dva týdny starý triumf z BNP Paribas Open 2019. Staly se tak historicky pátou dvojicí, která zvítězila na obou březnových amerických turnajích v jedné sezóně, označovaných jako „Sunshine Double“.

## Rozdělení bodů a finančních odměn

### Rozdělení bodů
| Soutěž       | vítězové | finalisté | semifinalisté | čtvrtfinalisté | 16 v kole | 32 v kole | 64 v kole | 96 v kole | Q  | Q2 | Q1 |
| ------------ | -------- | --------- | ------------- | -------------- | --------- | --------- | --------- | --------- | -- | -- | -- |
| dvouhra mužů | 1000     | 600       | 360           | 180            | 90        | 45        | 25        | 10        | 16 | 8  | 0  |
| čtyřhra mužů | 1000     | 600       | 360           | 180            | 90        | 0         | —         | —         | —  | —  | —  |
| dvouhra žen  | 1000     | 650       | 390           | 215            | 120       | 65        | 35        | 10        | 30 | 20 | 2  |
| čtyřhra žen  | 1000     | 650       | 390           | 215            | 120       | 10        | —         | —         | —  | —  | —  |

### Finanční odměny
| Soutěž                                | vítězové   | finalisté | semifinalisté | čtvrtfinalisté | 16 v kole | 32 v kole | 64 v kole | 96 v kole | Q2     | Q1     |
| ------------------------------------- | ---------- | --------- | ------------- | -------------- | --------- | --------- | --------- | --------- | ------ | ------ |
| dvouhra mužů                          | $1 354 010 | $686 000  | $354 000      | $182 000       | $91 205   | $48 775   | $26 430   | $16 425   | $6 790 | $3 395 |
| dvouhra žen                           | $1 354 010 | $686 000  | $354 000      | $182 000       | $91 205   | $48 775   | $26 430   | $16 425   | $6 790 | $3 395 |
| čtyřhra mužů                          | $457 290   | $223 170  | $111 170      | $57 000        | $30 060   | $16 090   | —         | —         | —      | —      |
| čtyřhra žen                           | $457 290   | $223 170  | $111 170      | $57 000        | $30 060   | $16 090   | —         | —         | —      | —      |
| částky ve čtyřhře jsou uvedeny na pár |            |           |               |                |           |           |           |           |        |        |

## Dvouhra mužů

### Nasazení
| Stát                           | Hráč                  | ATP | Nasazení |
| ------------------------------ | --------------------- | --- | -------- |
| Srbsko                         | Novak Djoković        | 1.  | 1.       |
| Německo                        | Alexander Zverev      | 3.  | 2.       |
| Rakousko                       | Dominic Thiem         | 4.  | 3.       |
| Švýcarsko                      | Roger Federer         | 5.  | 4.       |
| Japonsko                       | Kei Nišikori          | 6.  | 5.       |
| Jižní Afrika                   | Kevin Anderson        | 7.  | 6.       |
| USA                            | John Isner            | 9.  | 7.       |
| Řecko                          | Stefanos Tsitsipas    | 10. | 8.       |
| Chorvatsko                     | Marin Čilić           | 11. | 9.       |
| Rusko                          | Karen Chačanov        | 12. | 10.      |
| Chorvatsko                     | Borna Ćorić           | 13. | 11.      |
| Kanada                         | Milos Raonic          | 14. | 12.      |
| Rusko                          | Daniil Medveděv       | 15. | 13.      |
| Itálie                         | Marco Cecchinato      | 16. | 14.      |
| Itálie                         | Fabio Fognini         | 17. | 15.      |
| Francie                        | Gaël Monfils          | 18. | 16.      |
| Gruzie                         | Nikoloz Basilašvili   | 19. | 17.      |
| Belgie                         | David Goffin          | 20. | 18.      |
| Spojené království             | Kyle Edmund           | 22. | 19.      |
| Kanada                         | Denis Shapovalov      | 23. | 20.      |
| Argentina                      | Diego Schwartzman     | 24. | 21.      |
| Španělsko                      | Roberto Bautista Agut | 25. | 22.      |
| Francie                        | Gilles Simon          | 27. | 23.      |
| Bulharsko                      | Grigor Dimitrov       | 29. | 24.      |
| Francie                        | Lucas Pouille         | 30. | 25.      |
| Argentina                      | Guido Pella           | 32. | 26.      |
| Austrálie                      | Nick Kyrgios          | 33. | 27.      |
| USA                            | Frances Tiafoe        | 34. | 28.      |
| Maďarsko                       | Márton Fucsovics      | 36. | 29.      |
| Švýcarsko                      | Stan Wawrinka         | 37. | 30.      |
| USA                            | Steve Johnson         | 38. | 31.      |
| Austrálie                      | John Millman          | 39. | 32.      |
| Žebříček ATP k 18. březnu 2019 |                       |     |          |

### Jiné formy účasti
Následující hráčí obdrželi divokou kartu do hlavní soutěže:
- Christopher Eubanks
- David Ferrer
- Miomir Kecmanović
- Nicola Kuhn
- Tseng Chun-hsin

Následující hráč nastoupil do hlavní soutěže pod žebříčkovou ochranou:
- Janko Tipsarević

Následující hráči postoupili z kvalifikace:
- Radu Albot
- Félix Auger-Aliassime
- Alexandr Bublik
- Pablo Cuevas
- Prajnéš Gunneswaran
- Lukáš Lacko
- Thiago Monteiro
- Reilly Opelka
- Andrej Rubljov
- Casper Ruud
- Lorenzo Sonego
- Mikael Ymer

Následující hráči postoupili z kvalifikace jako tzv. šťastní poražení:
- Dan Evans
- Lloyd Harris
- Mackenzie McDonald

#### Odhlášení
před zahájením turnaje
- Tomáš Berdych → nahradil jej  Dan Evans
- Pablo Carreño Busta → nahradil jej  Ernests Gulbis
- Čong Hjon → nahradil jej  Mackenzie McDonald
- Alex de Minaur → nahradil jej  Jaume Munar
- Juan Martín del Potro → nahradil jej  Janko Tipsarević
- Richard Gasquet → nahradil jej  Ilja Ivaška
- Philipp Kohlschreiber → nahradil jej  Bernard Tomic
- Gaël Monfils → nahradil jej  Lloyd Harris
- Rafael Nadal[12] → nahradil jej  Ugo Humbert
- Jošihito Nišioka → nahradil jej  Thomas Fabbiano
- Andreas Seppi → nahradil jej  Pablo Andújar
- Fernando Verdasco → nahradil jej  Bradley Klahn

v průběhu turnaje
- Damir Džumhur
- Maximilian Marterer

### Skrečování
- Matthew Ebden
- Nicola Kuhn

## Mužská čtyřhra

### Nasazení
| Stát                                                                                    | Hráč                 | Stát        | Hráč          | ATP | Nasazení |
| --------------------------------------------------------------------------------------- | -------------------- | ----------- | ------------- | --- | -------- |
| Polsko                                                                                  | Łukasz Kubot         | Brazílie    | Marcelo Melo  | 12. | 1.       |
| Spojené království                                                                      | Jamie Murray         | Brazílie    | Bruno Soares  | 17. | 2.       |
| USA                                                                                     | Bob Bryan            | USA         | Mike Bryan    | 19. | 3.       |
| Kolumbie                                                                                | Juan Sebastián Cabal | Kolumbie    | Robert Farah  | 20. | 4.       |
| Rakousko                                                                                | Oliver Marach        | Chorvatsko  | Mate Pavić    | 25. | 5.       |
| Jižní Afrika                                                                            | Raven Klaasen        | Nový Zéland | Michael Venus | 28. | 6.       |
| Španělsko                                                                               | Marcel Granollers    | Chorvatsko  | Nikola Mektić | 31. | 7.       |
| Finsko                                                                                  | Henri Kontinen       | Austrálie   | John Peers    | 33. | 8.       |
| Žebříček ATP k 18. březnu 2019; číslo je součtem žebříčkového postavení obou členů páru |                      |             |               |     |          |

### Jiné formy účasti
Následující páry obdržely divokou kartu do hlavní soutěže:
- Marcelo Demoliner /  Miomir Kecmanović
- Taylor Fritz /  Nick Kyrgios
- Mackenzie McDonald /  Reilly Opelka

## Ženská dvouhra

### Nasazení
| Stát                           | Hráčka                     | WTA | Nasazení |
| ------------------------------ | -------------------------- | --- | -------- |
| Japonsko                       | Naomi Ósakaová             | 1.  | 1.       |
| Rumunsko                       | Simona Halepová            | 3.  | 2.       |
| Česko                          | Petra Kvitová              | 2.  | 3.       |
| USA                            | Sloane Stephensová         | 6.  | 4.       |
| Česko                          | Karolína Plíšková          | 7.  | 5.       |
| Ukrajina                       | Elina Svitolinová          | 5.  | 6.       |
| Nizozemsko                     | Kiki Bertensová            | 8.  | 7.       |
| Německo                        | Angelique Kerberová        | 4.  | 8.       |
| Bělorusko                      | Aryna Sabalenková          | 9.  | 9.       |
| USA                            | Serena Williamsová         | 10. | 10.      |
| Lotyšsko                       | Anastasija Sevastovová     | 12. | 11.      |
| Austrálie                      | Ashleigh Bartyová          | 11. | 12.      |
| Dánsko                         | Caroline Wozniacká         | 13. | 13.      |
| Rusko                          | Darja Kasatkinová          | 22. | 14.      |
| Německo                        | Julia Görgesová            | 15. | 15.      |
| Belgie                         | Elise Mertensová           | 14. | 16.      |
| USA                            | Madison Keysová            | 16. | 17.      |
| Čína                           | Wang Čchiang               | 18. | 18.      |
| Francie                        | Caroline Garciaová         | 21. | 19.      |
| Španělsko                      | Garbiñe Muguruzaová        | 17. | 20.      |
| Estonsko                       | Anett Kontaveitová         | 19. | 21.      |
| Lotyšsko                       | Jeļena Ostapenková         | 23. | 22.      |
| Švýcarsko                      | Belinda Bencicová          | 20. | 23.      |
| Španělsko                      | Carla Suárezová Navarrová  | 29. | 24.      |
| USA                            | Danielle Collinsová        | 26. | 25.      |
| Chorvatsko                     | Donna Vekićová             | 25. | 26.      |
| Čínská Tchaj-pej               | Sie Šu-wej                 | 27. | 27.      |
| Ukrajina                       | Lesja Curenková            | 28. | 28.      |
| Itálie                         | Camila Giorgiová           | 31. | 29.      |
| Rumunsko                       | Mihaela Buzărnescuová      | 32. | 30.      |
| Rusko                          | Anastasija Pavljučenkovová | 33. | 31.      |
| USA                            | Sofia Keninová             | 34. | 32.      |
| Žebříček WTA k 18. březnu 2019 |                            |     |          |

### Jiné formy účasti
Následující hráčky obdržely divokou kartu do hlavní soutěže:

- Olga Danilovićová
- Coco Gauffová
- Caty McNallyová
- Mari Ósakaová
- Whitney Osuigweová
- Natalja Vichljancevová
- Wang Sin-jü
- Wang Si-jü

Následující hráčka nastoupila do hlavní soutěže pod žebříčkovou ochranou:
- Anna-Lena Friedsamová

Následující hráčky postoupily z kvalifikace:
- Misaki Doiová
- Viktorija Golubicová
- Nao Hibinová
- Dalila Jakupovićová
- Kaia Kanepiová
- Karolína Muchová
- Monica Niculescuová
- Jessica Pegulaová
- Laura Siegemundová
- Taylor Townsendová
- Sachia Vickeryová
- Yanina Wickmayerová

Následující hráčky postoupily z kvalifikace jako tzv. šťastné poražené:
- Polona Hercogová
- Kristýna Plíšková

#### Odhlášení
před zahájením turnaje
- Jekatěrina Makarovová → nahradila ji  Sara Sorribesová Tormová
- Maria Šarapovová (poranění pravého ramene) → nahradila ji  Margarita Gasparjanová[13]
- Lesja Curenková → nahradila ji  Polona Hercogová
- Alison Van Uytvancková → nahradila ji  Kristýna Plíšková

v průběhu turnaje
- Serena Williamsová

## Ženská čtyřhra

### Nasazení
| Stát                                                                                    | Hráčka             | Stát             | Hráčka                         | WTA | Nasazení |
| --------------------------------------------------------------------------------------- | ------------------ | ---------------- | ------------------------------ | --- | -------- |
| Česko                                                                                   | Barbora Krejčíková | Česko            | Kateřina Siniaková             | 3.  | 1.       |
| Maďarsko                                                                                | Tímea Babosová     | Francie          | Kristina Mladenovicová         | 8.  | 2.       |
| Čínská Tchaj-pej                                                                        | Sie Šu-wej         | Česko            | Barbora Strýcová               | 20. | 3.       |
| USA                                                                                     | Nicole Melicharová | Česko            | Květa Peschkeová               | 22. | 4.       |
| Kanada                                                                                  | Gabriela Dabrowská | Čína             | Sü I-fan                       | 30. | 5.       |
| Austrálie                                                                               | Samantha Stosurová | Čína             | Čang Šuaj                      | 35. | 6.       |
| Slovinsko                                                                               | Andreja Klepačová  | Španělsko        | María José Martínez Sánchezová | 38. | 7.       |
| Čínská Tchaj-pej                                                                        | Čan Chao-čching    | Čínská Tchaj-pej | Latisha Chan                   | 39. | 8.       |
| Žebříček WTA k 4. březnu 2019; číslo je součtem žebříčkového postavení obou členek páru |                    |                  |                                |     |          |

### Jiné formy účasti
Následující páry obdržely divokou kartu do hlavní soutěže:
- Amanda Anisimovová /  Alison Riskeová
- Viktoria Azarenková /  Ashleigh Bartyová
- Lauren Davisová /  Christina McHaleová

## Přehled finále

### Mužská dvouhra
- Roger Federer vs.  John Isner, 6–1, 6–4

### Ženská dvouhra
- Ashleigh Bartyová vs.  Karolína Plíšková, 7–6(7–1), 6–3

### Mužská čtyřhra
- Bob Bryan /  Mike Bryan vs.  Wesley Koolhof /  Stefanos Tsitsipas, 7–5, 7–6(10–8)

### Ženská čtyřhra
- Elise Mertensová /  Aryna Sabalenková vs.  Samantha Stosurová /  Čang Šuaj, 7–6(7–5), 6–2